# René Desmaison
René Desmaison (* 14. April 1930 im Périgord; † 28. September 2007 in Marseille) war ein französischer Bergsteiger, der sich vor allem in den 1950er und 1960er Jahren mit extremen Winter- und Alleinbegehungen in Fels und Eis einen Namen machte.

## Leben
Desmaison, der aus dem Périgord stammt, ging nach dem Tod seiner Mutter mit seinem Patenonkel nach Paris, wo er die Bleausard kennenlernte, eine Gruppe von Kletterern, die an den Felsblöcken im Wald von Fontainebleau trainierten. 1954 machte Desmaison die Bekanntschaft mit dem Alpinisten Jean Couzy und gewann in ihm einen Tourenpartner, mit dem ihm in der Folgezeit zahlreiche aufsehenerregende Touren gelangen. Vor allem durch Winterbegehungen schwieriger Wände, die in den 50er Jahren das erklärte Ziel vieler Extrembergsteiger waren, wurde Desmaison überregional bekannt, so z. B. durch die Winterbegehung der Dru-Westwand (1957) oder der Olan-Nordwand (1960). 1966 wurde er von der Bergführervereinigung in Chamonix ausgeschlossen, weil er ohne Erlaubnis zwei deutsche Kletterer gerettet hatte. Eine Tragödie erlebte Desmaison 1971 am Walkerpfeiler der Grandes Jorasses, als er mit seinem Gefährten Serge Gousseault in einem Schneeloch Unterschlupf suchen musste. Nach 15 Tagen wurde Desmaison gerettet, Gousseault starb kurz zuvor.
René Desmaison war jedoch nicht nur in den Alpen, sondern auch in den Anden und im Himalaya unterwegs, wo ihm am 28. April 1962 zusammen mit Paul Keller, Robert Paragot und dem Sherpa Gyalzène Mitchung die Erstbesteigung des Jannu (7710 m) gelang.

## Bergbesteigungen
René Desmaison hat insgesamt über 1000 Bergbesteigungen unternommen, davon 114 Erstbegehungen.

### Erstbegehungen

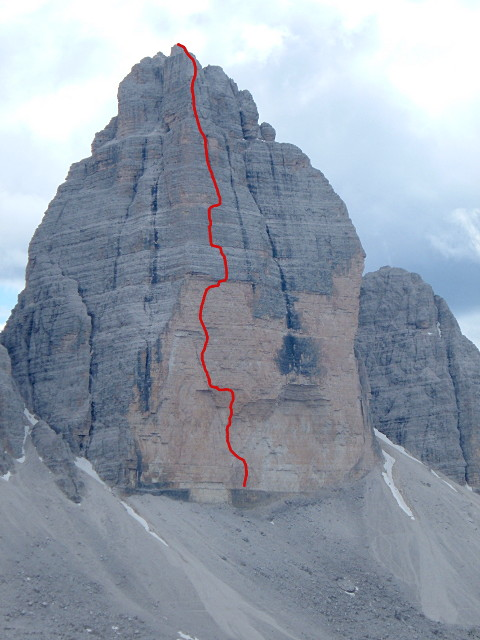
Westliche Zinne, direkte Nordwand

Zu seinen bedeutendsten Erstbegehungen zählen außer den oben genannten Folgende:
- NW-Kante der Aiguille Noire de Peuterey (1956)
- Pointe Bich (1957)
- Grandes Jorasses, Pointe Margherita, N-Wand (1958)
- Westliche Zinne, direkte Nordwand (1959)
- Grandes Jorasses, Linceul („Leichentuch“), dauerte vom 17. bis 25. Januar 1968!
- Grandes Jorasses, Pointe Walker-NO-Wand (1973, zugleich 1. Winterbegehung)

### Alleinbegehungen
- Dru-Westwand
- der gesamte Peutereygrat am Mont Blanc

## Schriften
- Berge, meine Leidenschaft. Müller Rüschlikon Verlag, 1973, ISBN 3-275-00511-1.
- Dreihundertzweiundvierzig Stunden in den Grandes Jorasses. Müller Rüschlikon Verlag, 1974, ISBN 3-275-00563-4.